# Colombar à queue pointue
Treron oxyurus
Espèce
Synonymes
- Treron oxyura

Statut de conservation UICN

 NT  : Quasi menacé
Le Colombar à queue pointue (Treron oxyurus) est une espèce d’oiseau appartenant à la famille des Columbidae.
Son aire s'étend à travers le Bukit Barisan (Sumatra) et l'ouest de Java.